# Terry Fenwick
Terence William 'Terry' Fenwick (Seaham, 17 de novembro de 1959), é um ex-futebolista profissional inglês que atuava como zagueiro.

## Carreira
Terry Fenwick fez parte do elenco da Seleção Inglesa de Futebol, da Copa de 1986.